# Рокфеллер, Джон Дэвисон (младший)
Джон Дэ́висон Рокфе́ллер — младший (англ. John Davison Rockefeller, Jr.; 29 января 1874, Кливленд, Огайо — 11 мая 1960, Тусон, Аризона) — крупный филантроп и один из ключевых членов известной семьи Рокфеллеров. Единственный сын бизнесмена и владельца Standard Oil Джона Д. Рокфеллера и отец пяти знаменитых братьев Рокфеллеров. Джона Рокфеллера обычно называют «младший», чтобы отличить его от более знаменитого отца, известного как «старший».

## Бизнес-карьера
После окончания института Рокфеллер-младший присоединился к бизнесу своего отца (с 1 октября 1897 года) и начал налаживать процессы в только что открытом семейном офисе в штаб-квартире Standard Oil на 26 Бродвей. Он стал директором Standard Oil, а позже и директором компании Джона Моргана U.S. Steel, которая была основана в 1901 году. После скандала, связанного с тогдашним главой Standard Oil Джоном Дастином Арчболдчем (преемником Рокфеллера-старшего), который давал взятки двум известным конгрессменам, что было обнаружено медиаимперией Hearst, Рокфеллер-младший в 1910 году ушёл из обеих компаний и в попытке «отмыться» от финансовых махинаций начал активно заниматься филантропией.
Во время Великой депрессии он разработал и стал единственным инвестором огромного, состоящего из 14 зданий комплекса Рокфеллеровского центра, расположенного в географическом центре Манхэттена, в результате чего стал одним из крупнейших владельцев недвижимости в Нью-Йорке.
В 1921 году он получил около 10 % акций Equitable Trust Company от своего отца, что сделало его крупнейшим акционером банка. Впоследствии, в 1930 году, банк объединился с Chase National Bank (в настоящее время JP Morgan Chase) и стал на тот момент крупнейшим банком в мире. Хотя после слияния пакет его акций был сокращён примерно до 4 %, он всё ещё оставался крупнейшим акционером, что сделало известным этот банк как «Рокфеллер-банк». С 1960-х, когда его сын Дэвид стал президентом банка, и до сих пор семья Рокфеллеров сохраняет около 1 % акций банка.

## Благотворительность
В 1913 году вместе с отцом, Джоном Д. Рокфеллером и Фредериком Т. Гейтсом основал Фонд Рокфеллера — один из первых благотворительных фондов США.

## Семья
9 октября 1901 года Джон Рокфеллер — младший женился на Эбби Олдрич Грин, дочери влиятельного сенатора Нельсона Олдрича. Этот брак был воспринят как величайший союз капитала и политики. Более того, свадьба была основным социальным событием своего времени и одной из самых щедрых в эпоху т. н. «позолоченного века США». Она была проведена в Aldrich Mansion на острове Род-Айленд, на неё были приглашены руководители Standard Oil и других компаний.
У пары было шестеро детей — дочь и пять братьев Рокфеллер:
- Эбби Рокфеллер Маузе (9 ноября 1903 — 27 мая 1976)
- Джон Д. Рокфеллер III (21 марта 1906 — 10 июля 1978)
- Нельсон Олдрич Рокфеллер (8 июля 1908 — 26 января 1979)
- Лоренс Рокфеллер Спелман (26 мая 1910 — 11 июля 2004)
- Уинтроп Рокфеллер (1 мая 1912 — 22 февраля 1973)
- Дэвид Рокфеллер (12 июня 1915 — 20 марта 2017)